# Puente de Bruguer
El puente de Bruguer es un puente medieval de Vich sobre el río Gurri y que facilitaba el paso al camino real de Vich a Folgarolas y a un amplio sector de las Guillerías. Está formado por cinco arcos y cerca de cuarenta metros de longitud. Su construcción se inició en 1384 pero, por diferentes vicisitudes históricas, no se concluyó hasta 1434. El volumen de paso por este puente es marginal desde la creación de nuevos trazados de carreteras.
El puente fue declarado monumento histórico-artístico en 1983,
por lo que es bien de interés cultural, con categoría de monumento.